# Guido Winterberg
Guido Winterberg (Sursee, 19 oktober 1962) is een Zwitsers voormalig wielrenner die tussen 1985 en 1992 als beroepsrenner actief was.

## Belangrijkste overwinningen
- 1984
  - Eindklassement GP Wilhelm Tell
    - 1e, 3e, 4e en 6e etappe
- 1985
  - GP Brissago
  - 2e etappe Ronde van Zwitserland
  - Eindklassement Circuit Franco-Belge
  - 4e etappe Ronde van de Toekomst (ploegentijdrit)
- 1986
  - 8e etappe Ronde van Zwitserland
  - 4e etappe Catalaanse Wielerweek (tijdrit)
  - 2e etappe A GP Wilhelm Tell
- 1987
  - Eindklassement GP Wilhelm Tell
- 1988
  - Ronde van Wartenberg
- 1990
  - Eindklassement en 2e etappe Ronde van Calabrië

## Resultaten in voornaamste wedstrijden
| Jaar | Milaan-San Remo | Ronde van Lombardije |
| ---- | --------------- | -------------------- |
| 1987 | 78e             |                      |
| 1989 | 115e            | 16e                  |
| 1990 |                 | 53e                  |
| 1991 |                 | 94e                  |